# گاجوواکا
شهر گاجوواکا (به انگلیسی: Gajuvaka) با جمعیت ۴۰۰٫۶۹۳ نفر در ایالت آندرا پرادش در کشور هند واقع شده‌است.